# Anna Lundqvist
Anna Lundqvist (* 1977 in Stockholm) ist eine schwedische Jazzmusikerin (Gesang, Komposition).

## Leben und Wirken
Lundqvist wuchs in Mellerud im Westen Schwedens in einer Musikerfamilie auf. Zunächst interessierte sie sich für klassische Musik. Erste Aufnahmen entstanden mit der Häjkån Bäjkån Band (1994). Nach einer Ausbildung an der Volkshochschule in Skurup als Jazzmusikerin arbeitet sie seit 2000 professionell. Seitdem tritt sie vor allem mit ihrem eigenen Quartett bzw. Quintett auf, mit dem seit 2009 mehrere CDs entstanden. Mit Lisboa Cinco gründete sie auch ein Quintett in Lissabon, das 2023 das Album Sou Anna veröffentlichte. Weiterhin ist sie auf Alben von Teresa Indebetou und Henrik Gad zu hören. Sie lebt heute in Vänersborg.
Lundqvist hat außerdem zwei Notenbücher mit eigenem Material veröffentlicht: The Anna Lundqvist Songbook (2015) und Like a Moth to a Flame (2019), Musik für Violine und Marimba.

## Diskographische Hinweise
- Anna Lundqvist Quartet, Kristian Harborg: Borderline Fiesta (dB Productions 2009)
- Anna Lundqvist Quartet, Björn Almgren: City (dB Productions 2010)
- Anna Lundqvist Quintet: Before You I Was Almost Fine (dB Productions 2012, mit Björn Almgren, Fabian Kallerdahl, Jon-Erik Björänge, Mattias Grönroos)[4]
- Anna Lundqvist Quintet: Ten (Prophone 2015, mit Björn Almgren, Fabian Kallerdahl, Jon-Erik Björänge, Mattias Grönroos)[5]
- Anna Lundqvist Quintet: Mewe (Prophone 2017, mit Björn Almgren, Fabian Kallerdahl, Jon-Erik Björänge, Mattias Grönroos)
- Anna Lundqvist & Jonas André Reunion (Prophone 2020)[6]
- Sou Anna (Prophone 2023, mit Desidério Lázaro, Daniel Bernardes, André Carvalho und Joel Silva)[2]